# Relations entre la Barbade et le Japon
Les Relations entre la Barbade et le Japon sont les relations internationales entre la Barbade et le Japon. Le Japon est représenté à la Barbade par son ambassade à Port-d'Espagne (Trinité-et-Tobago) et a un consulat honorifique à Bridgetown. La Barbade est représentée au Japon par un ambassadeur non-permanent à Bridgetown.

## Histoire
Le sous-marin japonais I-52 bombarda la côte de la Barbade en 1944.
La Barbade et le Japon ont officiellement inauguré des relations diplomatiques le 29 août 1967.
Le commerce entre les deux pays s'est solidement développé en faveur du Japon. En 2005, le Japon était le 4e contributeur des projets de la Barbade. Dans le passé, le Japon a apporté une coopération technique et un soutien à la Caribbean Disaster Emergency Management Agency (en) (CDEMA) basée à la Barbade.
En juillet 2008, le ministre japonais, Hitoshi Kimura, a visité la Barbade pour des entretiens de haut niveau. Pendant ces discussions, les deux nations ont déclaré que la Barbade voulait signer un accord de double imposition avec le Japon pour augmenter l'investissement et le commerce entre les deux pays. De plus, le gouvernement de la Barbade s'est engagé à soutenir la candidature du Japon pour un siège permanent au Conseil de sécurité des Nations unies en 2009-2010. Il a également été dit que les pays devaient se concentrer sur la coopération sur le changement climatique via l'organisation Petits États insulaires en développement (SIDS).

## Accords
Depuis 2009, les fonctionnaires barbadiens et japonais travaillent sur un traité bilatéral de double-imposition.